# Selva Boema
La Selva Boema (in tedesco: Böhmerwald; in ceco: Šumava) è una catena montuosa situata al confine tra la Germania, la Repubblica Ceca e l'Austria.
La catena montuosa si sviluppa per una lunghezza di circa 120 km ed è larga in media 40 km; massime elevazioni sono il Großer Arber (1 456 m, in territorio tedesco) e il Plöckenstein o Plechý (1244 m, al confine ceco-austriaco). La catena funge da spartiacque tra i bacini imbriferi del Danubio e della Moldava.
Dal punto di vista geografico la Selva Boema costituisce uno dei quattro lati del quadrilatero boemo, separando nettamente con un andamento NO-SE la regione storico-geografica della Baviera da quella della Boemia.

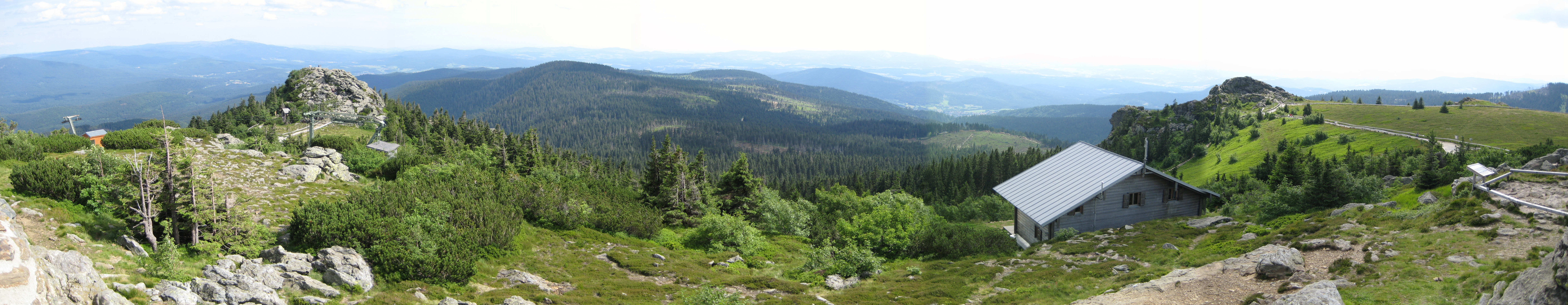
La Selva Boema vista dalla cima del Großer Arber